# Пачево
Пачево (пол. Paczewo) — село в Польщі, у гміні Сераковиці Картузького повіту Поморського воєводства.
Населення — 479 осіб (2011).
У 1975-1998 роках село належало до Гданського воєводства.

## Демографія
Демографічна структура станом на 31 березня 2011 року:
|          | Загалом | Допрацездатний вік | Працездатний вік | Постпрацездатний вік |
| -------- | ------- | ------------------ | ---------------- | -------------------- |
| Чоловіки | 239     | 68                 | 162              | 9                    |
| Жінки    | 240     | 67                 | 141              | 32                   |
| Разом    | 479     | 135                | 303              | 41                   |